# Scuola di Sanità Militare
La Scuola di Sanità Militare è stata un'istituzione dell'Esercito Italiano per finalità riguardanti la sanità militare, la farmacia militare, la medicina legale militare la formazione del personale medico e il trattamento dei militari con bisogno d'assistenza. Ha avuto sede nel quartiere di piazza San Marco a Firenze, nel complesso di Sant'Apollonia.

## Storia
Nel 1883 fu istituita la Scuola di Applicazione di Sanità Militare, dotata di un laboratorio batteriologico nella caserma intitolata al medico fiorentino Francesco Redi in un complesso di edifici monastici risalenti al XIV secolo. Presto la scuola si allargò occupando un edificio (in seguito diventato la caserma "Angelo Vannini".
Nel 1888 fu affiancata da un museo di anatomia e traumatologia; nel 1900 furono istituiti un museo di igiene e i gabinetti di odontoiatria e di otorinolaringoiatria. Durante la prima guerra mondiale l'istituto fu affiancato da un Ospedale militare. Dagli iniziali corsi di applicazione la scuola estese le proprie competenze ai corsi per gli allievi ufficiali medici di complemento.
Si allargò ancora nel 1928 acquisendo la caserma "Vittorio Veneto" in Oltrarno. Lo stesso anno il labaro del Corpo sanitario, di cui la scuola fa parte, sostituito poi dalla bandiera di guerra, fu dato in custodia alla scuola.
I membri della scuola hanno anche prestato aiuto alla popolazione civile, come durante il terremoto di Messina del 1908 (facendo meritare alla scuola la medaglia d'argento per il terremoto calabro-siculo) e per l'alluvione di Firenze del 4 novembre 1966, ottenendo un attestato di pubblica benemerenza al valor civile.
Dal 15 luglio 1998 è stata trasferita e riconfigurata a Roma Cecchignola, assumendo la denominazione di Scuola militare di sanità e veterinaria.

## Le collezioni
Il Centro conserva una collezione didattica di strumenti medico-farmaceutici dei secoli XIX e XX (circa 1.000 reperti).
Buona parte dei materiali era originariamente destinata alla didattica all'interno della Scuola di Sanità Militare. Si sono in seguito aggiunti altri strumenti recuperati per evitarne la dispersione. La maggior parte degli oggetti è conservata in stanze appositamente predisposte. Alcuni si trovano nel chiostro interno all'edificio di via Venezia.
Il chiostro del Maglio custodisce il Monumento del "medico caduto in guerra", realizzato con il bronzo dei cannoni della 1 guerra mondiale in cui furono fuse anche tutte le onorificenze dei medici decorati. Lungo tre lati del monumento "corre" l'iscrizione che ha portato al motto della Sanità Militare "Fratribus ut vitam servares" e sul lato rivolto verso la cancellata è presente il famoso motto d'annunziano "Resurgo".
La grande sala conferenze contiene affreschi di grande pregio, tra cui spicca quello di Agnolo di Taddeo Gaddi, databile intorno al 1300, e raffigurante un Cristo in croce.
Nei locali della Caserma Redi è presente anche una raccolta museale con numerosi reperti di grande interesse storico, scientifico e militare.